# تارتان

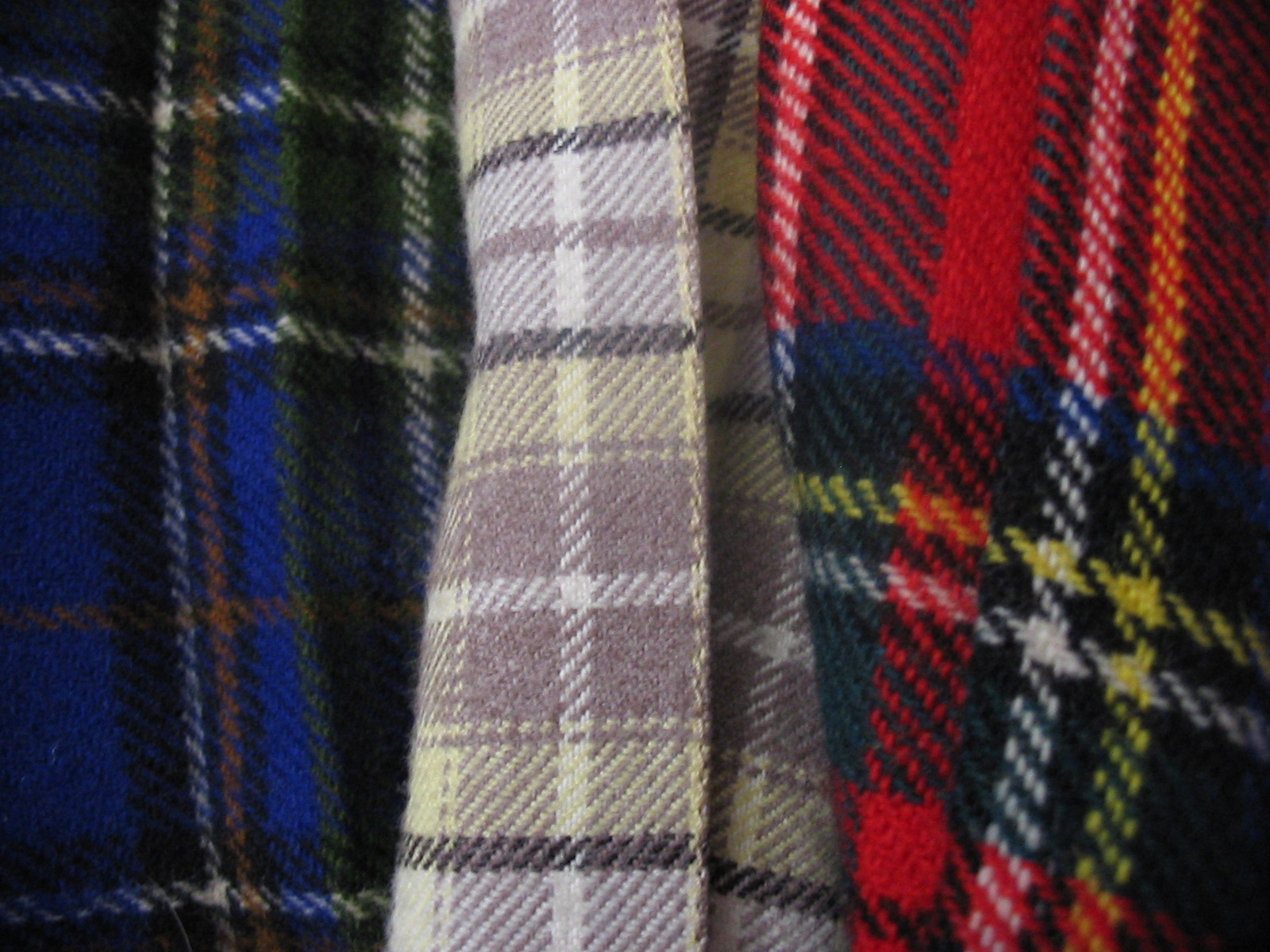
سه نوع تارتان. تارتان به عنوان یک نماد فرهنگی اسکاتلند در نظر گرفته شده‌است.

تارتان (انگلیسی: Tartan; گیلی اسکاتلندی: breacan) یا پارچه پیچازی اسکاتلندی نقش‌مایه ساده‌ای است که از عبور افقی و عمودی نوارهایی به رنگ‌های مختلف و در مقیاس‌های متفاوت تشکیل شده‌است. سرچشمه تارتان در بافته‌های پشمی است . اما امروز در بسیاری از مواد دیگر نیز به چشم می‌خورد. تارتان به ویژه در ارتباط با اسکاتلند است.
پوشاک سنتی مردم اسکاتلند از دو پارچه تارتان و کیلت تهیه می‌شود. دامن کیلت نوعی لباس سنتی است که از پارچه‌ای با نقش‌مایه تارتان بافته و تهیه می‌شود. این دامن نوعی لباس رسمی است که هم زنان و هم مردان اسکاتلندی در موقعیت‌های خاص مانند بازی‌های کوهستانی و مراسم‌های دیگر به تن می‌کنند. دامن اسکاتلندی کیلت تقریباً همیشه الگوهای نقش‌مایه تارتان دارد.
پارچه‌های پشمی چهارخانه با نقش تارتان، یکی از عناصر وحدت آفرین فرهنگ اسکاتلند هستند. این پارچه‌ها در اصل برای متمایز کردن خاندان و طوایف مختلف به کار می‌رفته‌اند اما امروز بخشی از مُد لباس هر روزه شده‌اند. اسکاتلندی‌ها آن را به عنوان پتو یا شالی بر روی شانه‌ها استفاده می‌کردند. تا زمانی که تارتان به آن سوی دریاها صادر شد و آن موقع بود که در دنیای جدید تارتان و شطرنجی را یکی دانستند و مترادف هم قرار گرفتند.
بسیار جالب است که پس از ۳۰۰۰ سال این طرح همچنان محبوب و پر کاربرد در انواع لباس و اکسسوری است. عاملی که این لباس سنتی شمال اسکاتلند را به پوششی محبوب در امروزه تبدیل کرد، نفوذ بریتانیای دوره ملکه ویکتوریا است. عهدی که تولید صنعتی، دامن با طرح تارتان را از پوششی محلی شمال اسکاتلند به یک محصول با دوام تجاری بدل ساخت. به آن کت هم اضافه کردند و به این ترتیب تارتان، به لباسی رسمی‌تر از آنچه بود بدل شد.
در گاه‌شمار میلادی نخستین جمعه اکتبر را روز شطرنجی می‌نامند.

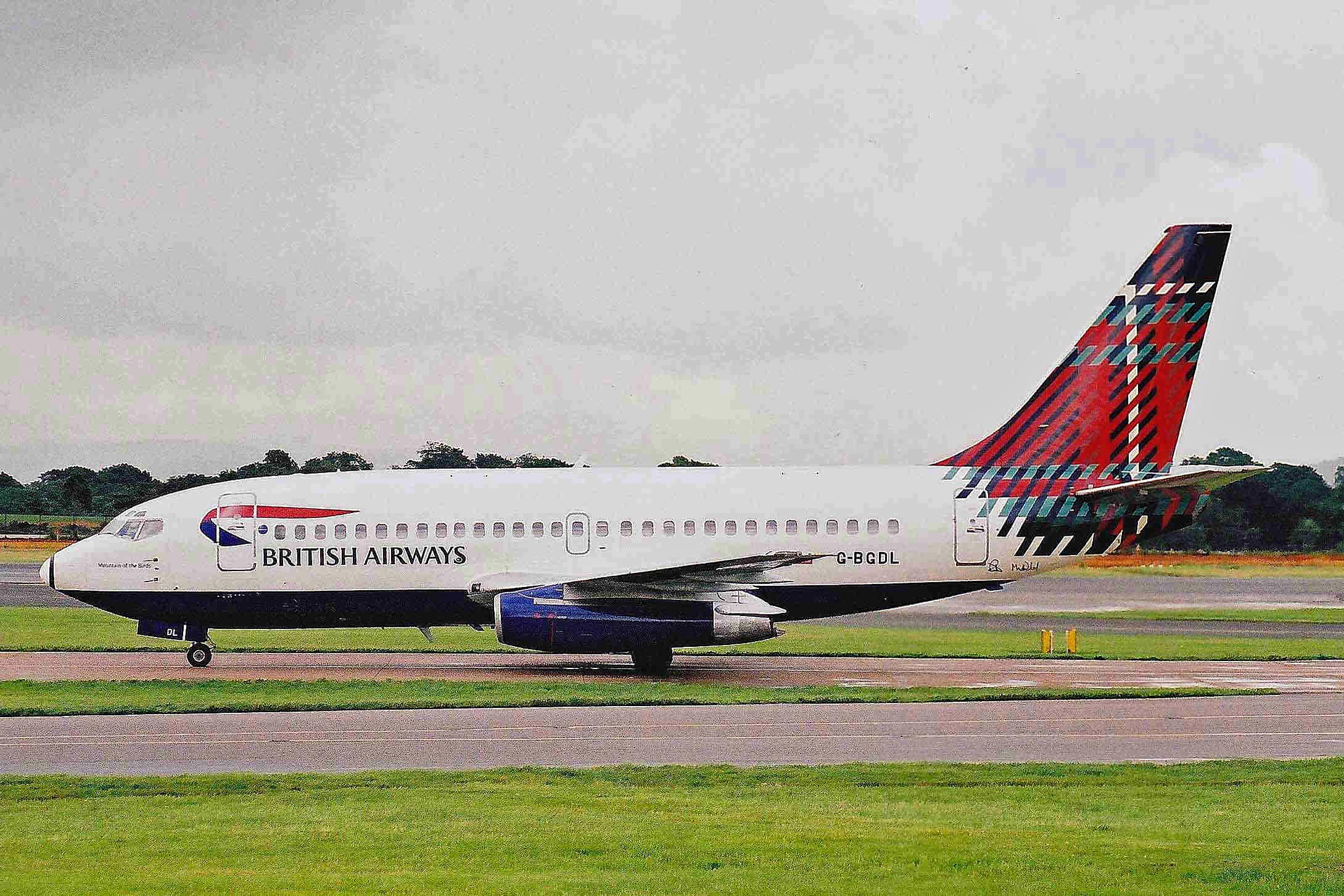
تارتان «بنی‌هونه» بر روی هواپیمای بریتیش ایرویز

## تاریخچه
تاریخ این پارچه بسیار طولانی است از نظر تاریخی، تارتان پوشش روزانه مردم هایلندز در شمال اسکاتلند بوده که ریسیدن، بافتن و دوختن آن به صورت محلی انجام می‌شده‌است.
در مومیایی ارومچی که می‌توان قدمت آن را به سده هشتم پیش از میلاد نسبت داد باستان‌شناس الیزابت ویلند باربر توصیف می‌کند که جسد مرد چرچن که از دخمه‌هایی در کوه‌های آسیا کشف شده در منسوجاتی با بالاپوشی از پارچه‌ای با بافت جناغی و شلواری از تارتان پیچیده شده بود.
پارچه چهارخانه‌ای که ما می‌شناسیم در سال ۱۷۰۰ در اسکاتلند به وجود آمده‌است. جدا از مکان جغرافیایی بافندگان، رنگ و موادی که در دسترس آن‌ها بوده در نوع پارچه شطرنجی بسیار تأثیر گذاشته‌است. حتی پارچه شطرنجی اسکاتلندی را سلطنتی و سیاسی هم کرده‌اند. بر پایه طرح و رنگ و نخی که هر خانواده سلطنتی برای تارتان خود استفاده می‌کرده آن طرح تنها متعلق به همان خانواده بوده و مردم عادی حق استفاده و بافت آن مدل خاص را نداشته‌اند.

### ممنوعیت در انگلستان
سال‌ها بعد تارتان از پارچه سلطنتی خانواده‌های ثروتمند به سمبلی برای لباس نیروهای نظامی تبدیل شد، فرقه شورشیان علیه حکومت انگلستان، در زمان راهپیمایی اعتراضی اسکاتلندی‌ها در ۱۷۴۵ دسته کوهستانی سلطنتی دیدبان‌هایی مشکی پوشیده بودند که به هیچ خانواده سلطنتی یا قبیله‌ای وابستگی و ارتباط نداشت.
دسته کوهستانی اسکاتلند سرکوب شد و قانون حاکم بر انگلیس حکمی برای ممنوعیت لباس تارتان به‌خصوص برای نیروهای نظامی تصویب کرد. البته این قانون در نهایت لغو شد و حالا تارتان لباس ملی اسکاتلند محسوب می‌شود. رنگ قرمز این پارچه از بقیه معروف‌تر و محبوب‌تر است و ترکیب قرمز و سبز متعلق به خانواده سلطنتی بوده که پانک استایل‌ها در اعتراض به حکومت بیشتر همین رنگ را می‌پوشند.

### چهارخانه در آمریکا
مهاجران اسکاتلندی که در اواخر قرن ۱۸ به آمریکا می‌رفتند کمک بسیار بزرگی در محبوبیت پارچه شطرنجی در میان مردم آمریکا کردند اما یک اسکاتلندی به‌طور خاص نقش ویژه‌ای داشته‌است. ژاک مک کلاسکی معتقد بود که یکی از نوادگان افسانه راب روی مک گریگور است، شخصیتی که در واقع ورژن اسکاتلندی رابین هود محسوب می‌شود. او از بریویل با هدف پیدا کردن کار به کانادا سفر کرد. با محلی‌ها شروع به مبادله و خرید پشم کرد و به بافتن پتوهای اسکاتلندی به رنگ قرمز و مشکی که رنگ تارتان قبیله خانوادگی‌اش بود مشغول شد و این همان پارچه چهارخانه‌ای است که حالا با نام بوفالو می‌شناسیم.
داستان دیگری هم در رقابت با این قصه وجود دارد که منشأ افسانه طرح شطرنجی را پنسیلوانیا می‌داند. در ۱۸۳۰ وولریچ ولن میلز یکی از قدیمی‌ترین تهیه‌کنندگان لباس بیرون در ایلات متحده بود. در همان زمان صنعت چوب بری رونق داشت پس او به اردوگاه چوب‌برها رفت تا بتواند لباس‌هایش را به آن‌ها بفروشد. در ۱۸۵۰ وولریچ طرح شطرنجی بوفالو را تهیه کرد و براساس قوانین شرکت طراح این نقش نمادی از بوفالو را برای محصولاتش برگزید و آنقدر موفقیت‌آمیز بود که حالا پس از سال‌ها همین اسم روی آن مانده‌است.

### پارچه شطرنجی
قبل از قرن بیستم، طرح چهارخانه به انجمن‌های بسیاری متعلق بود که در اسکاتلند نماد یک فرهنگ تحت حکومت سلطنت به‌شمار می‌رفت اما در آمریکا این نقش پارچه برای لباس پیشگامان یا چوب‌برها بود.
اما برای اینکه استفاده این پارچه در میان مردم معمولی آمریکا رایج شود نیاز به کمک فردی به نام ویلیام بی لاگهد بود. یک داستان سنتی در مورد مردی به نام پل بانیان وجود داشت که هیزم‌شکنی افسانه‌ای بود. داستان‌های بلند بانیان برای اولین بار توسط لاگهد به صورت نوشته و عکس توصیف و منتشر شده بود، لاگهد در آن تصاویر بانیان را با جین آبی، چکمه قهوه‌ای و پیراهن فلانل شطرنجی قرمز و مشکی به تصویر کشیده بود.
با تولید و رواج پیراهن‌های چهارخانه پندلتون میلز در ۱۹۲۴ جریان شطرنجی ادامه پیدا کرد. این پیراهن‌ها ابتدا به عنوان لباس‌هایی ورزشی استفاده می‌شد اما پس از مدتی آنقدر محبوب شد که یک گروه موسیقی کالیفرنیایی نسبتاً محبوب خودشان را پندلتون‌ها نامیدند که البته بعدها به پسران ساحل معروف شدند.

### پس از جنگ
در اوخر دهه ۱۹۴۰ برای اولین بار برای لباس زنان هم مورد استفاده قرار گرفت، زمانی که پندلتون پیراهن‌هایی برای زنان طراحی کرد. بعد از آن شطرنجی به همه جا رسید و علاوه بر پشم در انواع پارچه‌ها بافته و تولید شد، دیگر تنها در لباس از این طرح استفاده نمی‌شد، کیف، کفش و حتی لوازمی غیر از ملزومات پوشیدنی همچون، روکش صندلی ماشین، لوازم منزل و کاغذ دیواری هم در طرح‌های متفاوت شطرنجی تولید شد. شاید بتوان این رونق و گسترش پارچه چهارخانه را مدیون جنبش پانک دانست، طرفداران این جنبش هر چهارخانه‌ای هم نمی‌پوشیدند بلکه نقش مخصوص خانواده سلطنتی را انتخاب کردند تا به نوعی اعتراض خود را نسبت به سیاست‌های غلط حکومت ابراز نمایند.
پارچه‌های تارتان که از قرن هجدهم میلادی پوشیده می‌شود، کماکان محبوبیت خود را از دست نداده‌است. طرح ساده راه راه آن فرسنگ‌ها سفر کرده و امروزه هم در نمایش‌های مد سراسر دنیا به چشم می‌خورد. برای مثال در سال ۲۰۰۸، خانه مد دولچه و گابانا، مجموعه‌ای با الهام از طرح‌های تارتان ارائه کرد.

## تارتان‌های محبوب
| تارتان‌های محبوب     |  |                       |
| تارتان ناظر بر سیاه |  | تارتان استوارت سلطنتی |

به‌طور کلی یکی از محبوب‌ترین تارتان‌ها امروز تارتان استوارت سلطنتی (Royal Stewart tartan) است که تارتان شخصی ملکه الیزابت دوم بوده‌است؛ و برای اولین بار در سال ۱۸۳۱ توسط جیمز لوگان منتشر شد. علاوه بر استفاده در لباس‌ها مانند دامن و روسری تارتان استوارت سلطنتی در قوطی‌های بیسکویت کماج اسکاتلندی نیز به‌چشم می‌خورد.
یکی دیگر از تارتان‌های محبوب تارتان ناظر بر سیاه (Black Watch) است که همچنین به نام‌های کمپبل قدیمی، گرانت شکار، جهانی و دولتی نیز شناخته می‌شود. این تارتان هنوز هم توسط چندین واحد نظامی در ارتش بریتانیا و دیگر نیروهای کشورهای مشترک‌المنافع استفاده می‌شود.